# أليخاندرو كاستيلانوس
أليخاندرو كاستيلانوس (بالإسبانية: Alejandro Castellanos)‏ (مواليد 29 أغسطس 1979) هو سبّاح هندوراسي، مثّل بلاده في الألعاب الأولمبية الصيفية 2000.

## روابط خارجية
أليخاندرو كاستيلانوس على موقع الاتحاد الدولي للسباحة (الإنجليزية)
- أليخاندرو كاستيلانوس على موقع اللجنة الأولمبية الدولية (الإنجليزية)
- أليخاندرو كاستيلانوس على موقع أوليمبيديا (الإنجليزية)